# Pablo Brenes
Pour les articles homonymes, voir Brenes (homonymie) et Quesada.
Pablo Andrés Brenes Quesada (né le 4 août 1982 à San Isidro de El General au Costa Rica) est un footballeur international costaricien, qui évoluait au poste de milieu de terrain.

## Biographie

### Carrière en sélection
Avec l'équipe du Costa Rica, il joue onze matchs (pour aucun but inscrit) entre 2005 et 2009. Il figure notamment dans le groupe des sélectionnés lors de la Gold Cup de 2009.
Il participe également aux JO de 2004. Lors du tournoi olympique, il joue quatre matchs et atteint le stade des quarts de finale.